# Guibemantis kathrinae
Guibemantis kathrinae is een kikker uit de familie gouden kikkers (Mantellidae). De soort werd voor het eerst wetenschappelijk beschreven door Frank Glaw, Miguel Vences en Viola Gossmann in 2000 onder de naam Mantidactylus kathrinae. De soort behoort tot het geslacht Guibemantis.
De soort is endemisch in Madagaskar. De soort komt voor in kleine populaties in het oosten van het eiland en leeft op een hoogte van 500 tot 840 meter boven zeeniveau.
3 mannelijke exemplaren hadden een lengte tussen de 56,7 en 58,6 millimeter.